# Idaea griseanova
Idaea griseanova är en fjärilsart som beskrevs av Rezbanyai-reser 1987. Idaea griseanova ingår i släktet Idaea och familjen mätare. Inga underarter finns listade i Catalogue of Life.